# 通济镇 (中江县)
通济镇，是中华人民共和国四川省德阳市中江县下辖的一个乡镇级行政单位。

## 行政区划
通济镇下辖以下地区：
通桥老街社区、人和村、通济村、河珠村、圣寿村、雪莲村、土桥村、泉水沟村、六松村、同缘村、道桩村、文桥村、地桩村、建民村、石桩村、土门村、红专村、苕坡村和狮龙村。